# Braam (geslacht)

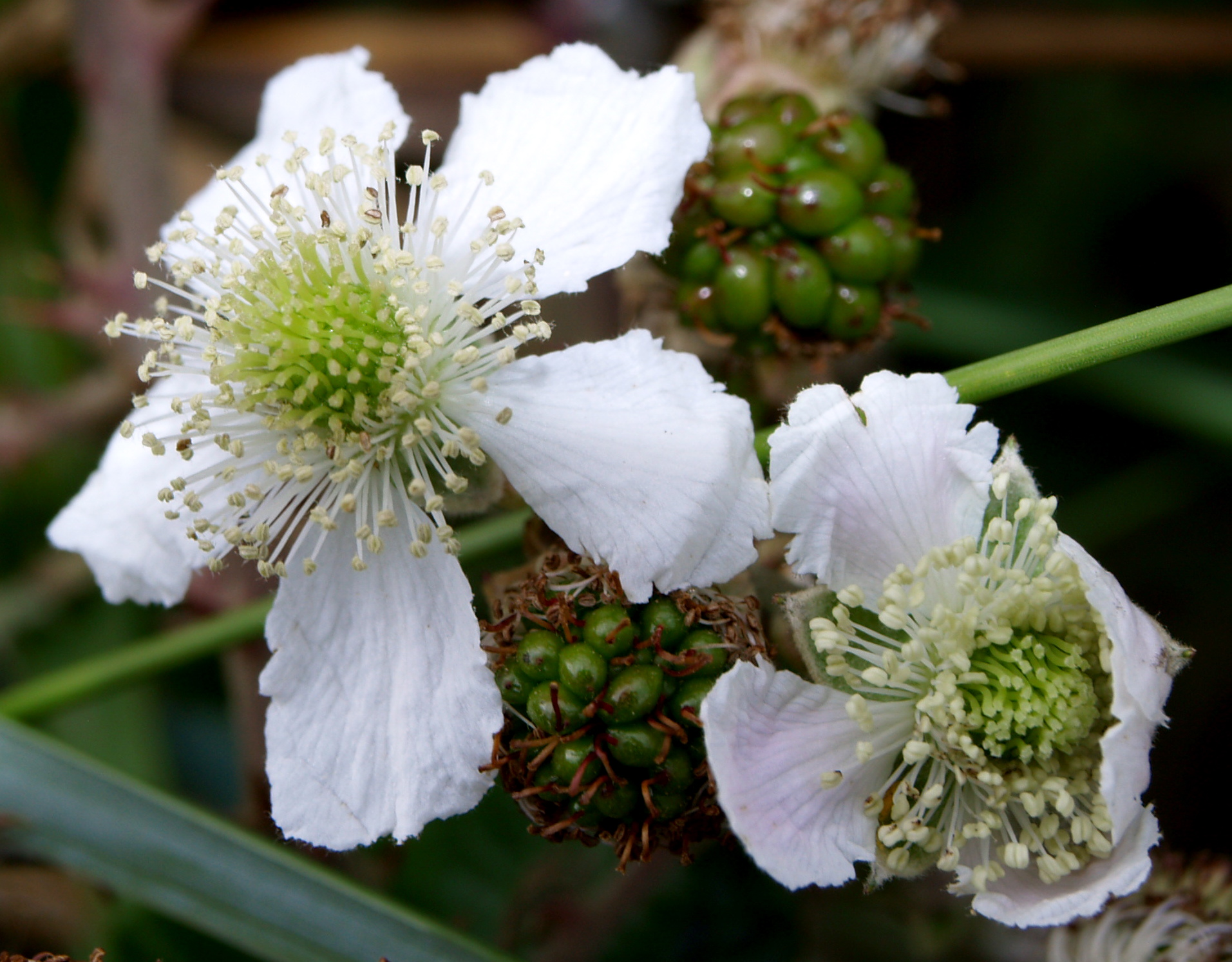
Bloem van de gewone braam

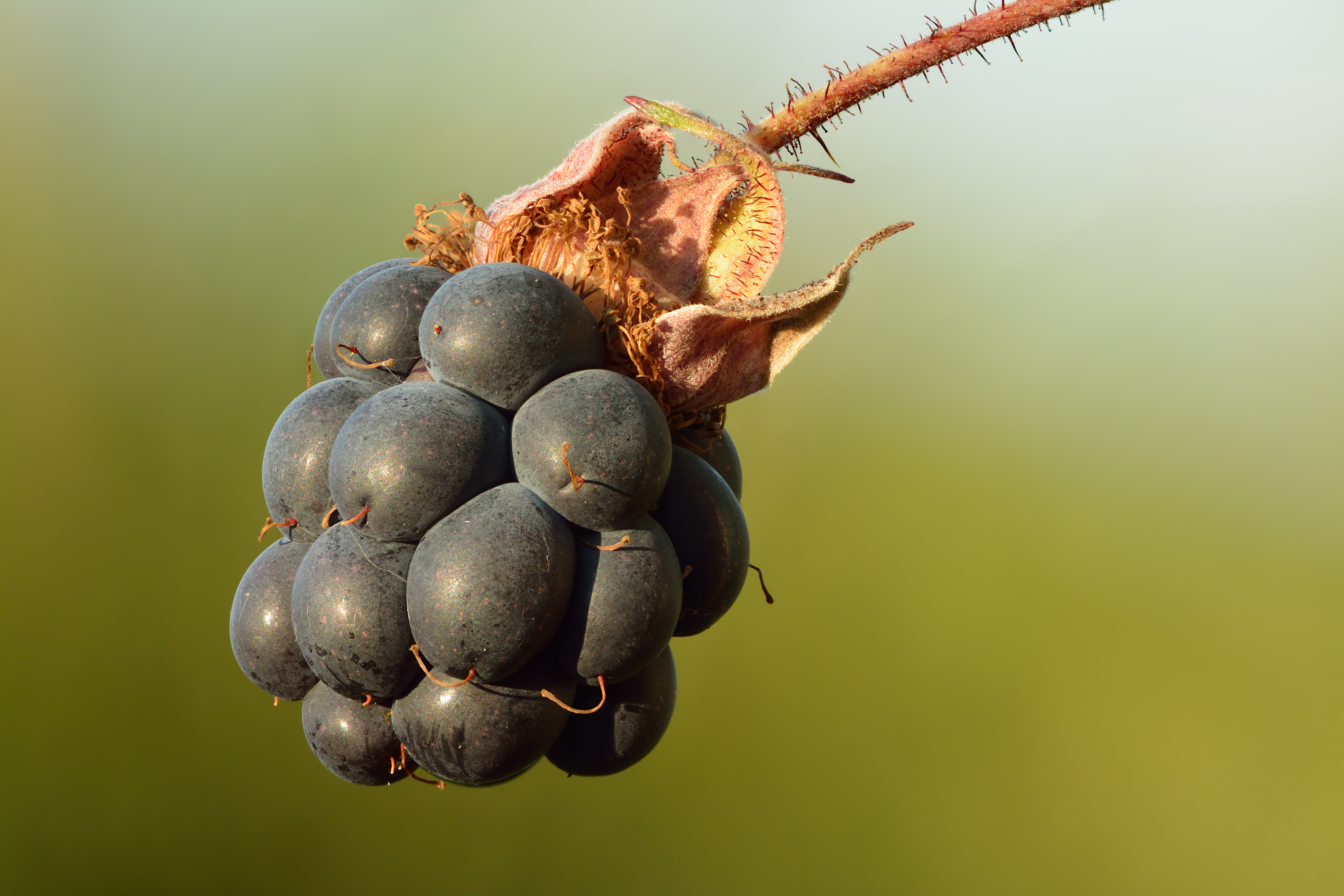
Dauwbraam, vrucht

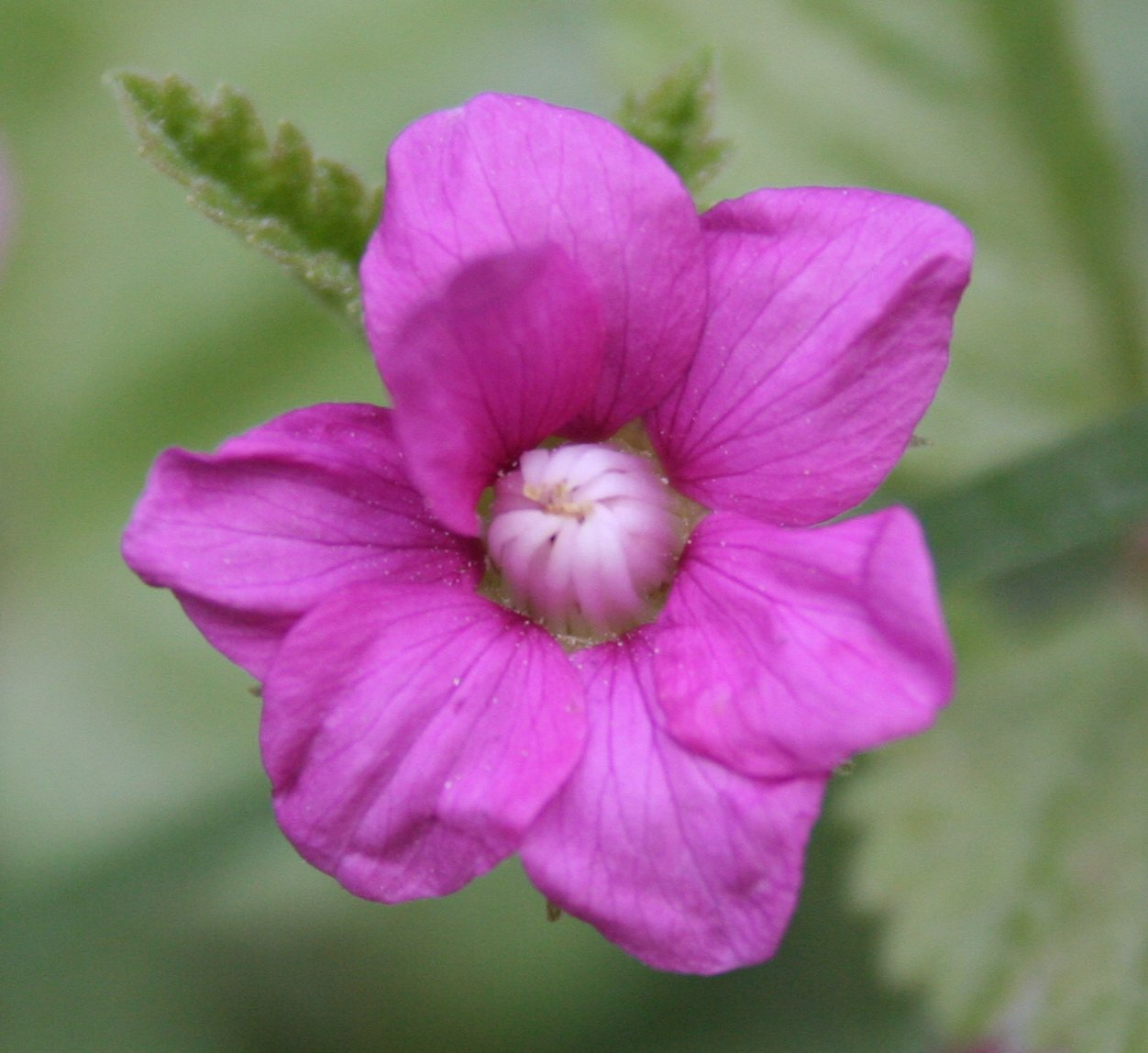
Rubus arcticus, bloem

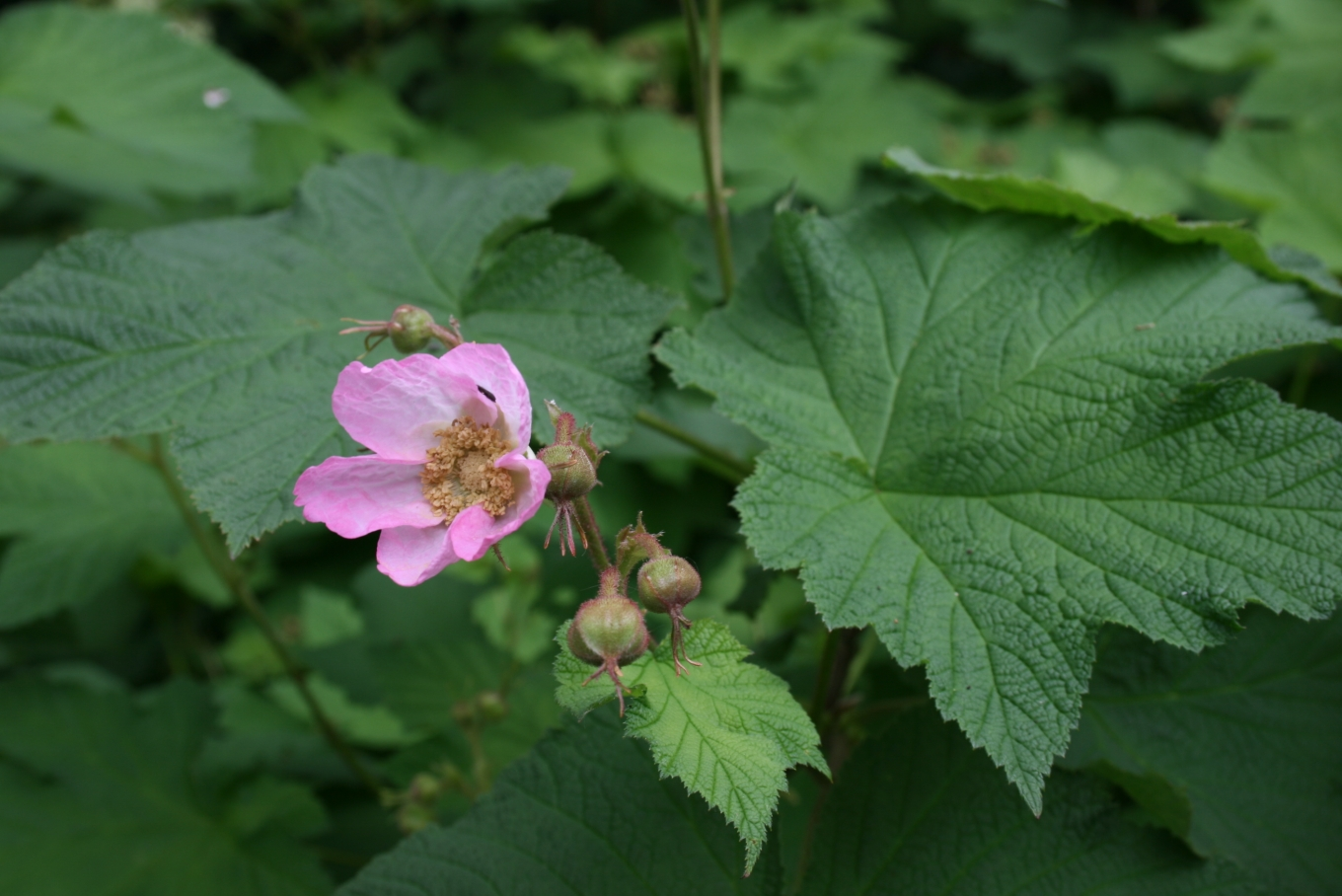
Roodbloeiende framboos, bloemen en bladeren

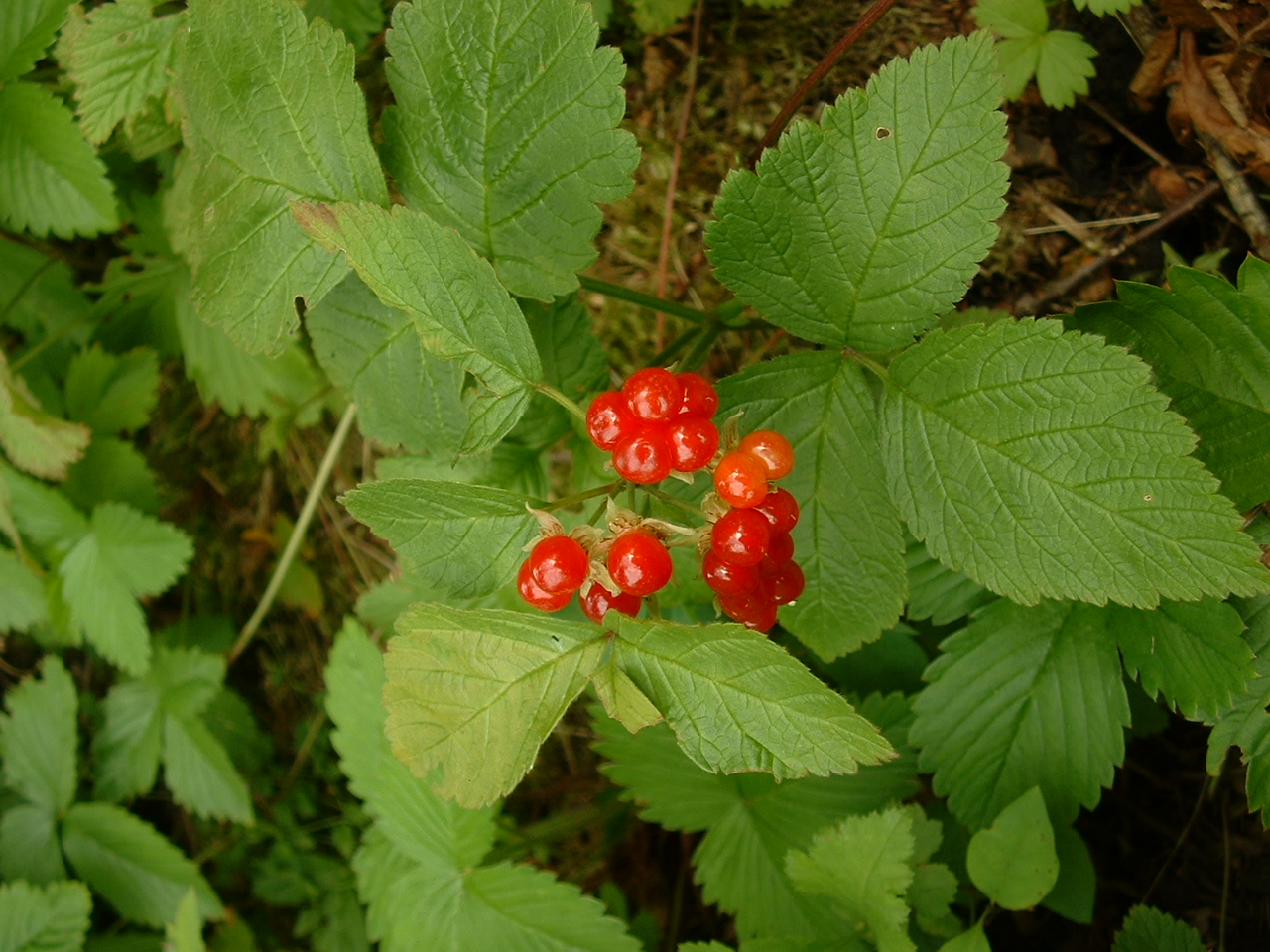
Steenbraam, vruchten en bladeren

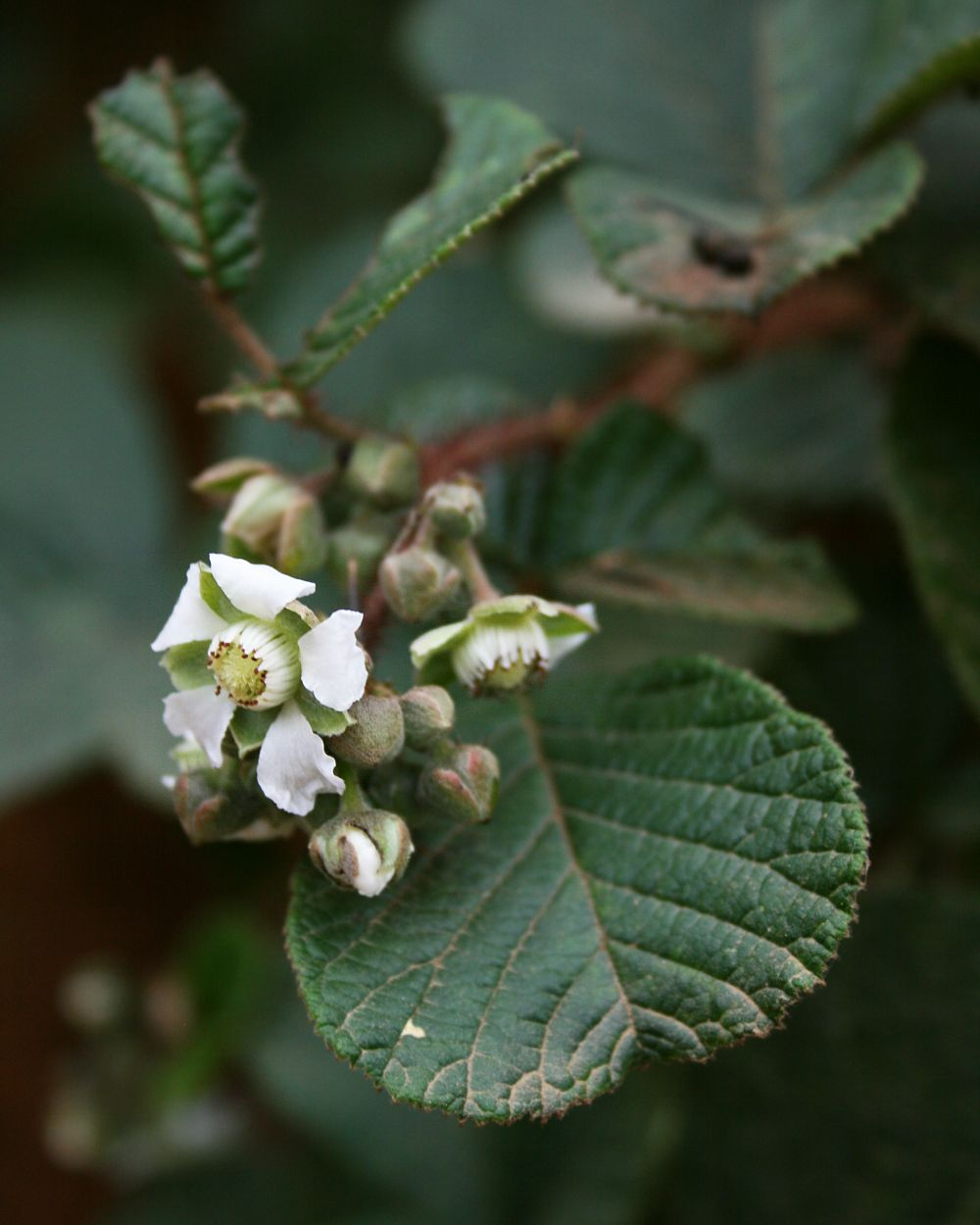
Rubus ellipticus var. obcordatus, bloemen en bladeren

Braam (Rubus) is een plantengeslacht uit de rozenfamilie. Het geslacht omvat wereldwijd meer dan 1400 soorten. In Nederland en België komen meer dan 200 soorten voor. Sommige daarvan zijn zeer zeldzaam en lokaal, zoals de bruine bermbraam (Rubus drenthicus) die vrijwel alleen in Drenthe wordt aangetroffen, en andere zijn wijdverbreid over heel Nederland zoals de dauwbraam. Braam is ook de naam van de vruchten van enkele belangrijke vertegenwoordigers van dit geslacht. Andere soorten met eetbare vruchten zijn onder andere framboos (Rubus idaeus), Japanse wijnbes (Rubus phoenicolasius), boysenbes en loganbes (Rubus ×loganobaccus).

## Beschrijving
Het geslacht braam is een grote diverse groep van soorten. Ze vormen lange stekelige stengels die afhankelijk van de soort recht omhoog gaan of boogvormig terugbuigen naar de grond. De laatste kunnen vervolgens weer wortelen en zo grote oppervlakten bedekken. De stengels kunnen verhouten maar sterven na twee of drie jaar af. De braam vormt hiermee een groep planten tussen de kruidachtigevaste planten en de houtige struiken.
De bloei is van eind mei tot september. De bloemen zijn roze (zoals bij de prachtframboos) tot wit (zoals bij de zwarte bramen). In de tweede helft van het jaar verschijnen de rood tot zwarte bessen. De bes betreft een zogenaamde verzamelsteenvrucht. De bestuiving vindt plaats door insecten, vooral bijen en hommels.

## Gebruik
Van de soorten in het geslacht braam worden vooral de vruchten gebruikt. De vruchten zijn rood tot donkerblauw. Ze hebben een zoete smaak en worden zowel vers gegeten als verwerkt in bijvoorbeeld jam.
Van de bladeren van de braam kan een kruidenthee worden getrokken. Hiervoor moeten de bladeren na het plukken worden gedroogd op een droge en luchtige plaats. Hierna kan er van de gedroogde bladeren kruidenthee worden getrokken.
Voor de teelt van bramen worden stekelloze rassen gebruikt. Deze rassen zijn ontstaan uit kruisingen tussen verschillende Rubus-soorten en worden alleen onder de geslachtsnaam Rubus vermeld. Een veel gebruikte doornloze cultivar is Rubus 'Thornless Evergreen'. Hiernaast zijn er ook vele rassen framboos en kruisingen tussen bijvoorbeeld braam en framboos.
Het Nederlandse RIVM adviseert wilde bosvruchten zoals bramen te wassen en liefst nog te koken, zoals bijvoorbeeld bij jambereiding. Op plaatsen waar vossen voorkomen kunnen wilde vruchten namelijk besmet zijn met lintwormen via de uitwerpselen van vossen. In Nederland en België is dit echter vrij zeldzaam.

## Ecologische waarde
Braamstruwelen kunnen dankzij hun stekelige aard een goed schuil- en leefgebied vormen voor vele dieren. Zo maakt de boomkikker graag gebruik van dergelijke struwelen in de nabijheid van plasjes. Hiernaast kunnen ook vogels nestgelegenheid vinden in de dichte structuren.
Het blad van de braam wordt gegeten door bijvoorbeeld het ree. Ook voor grote grazers is het een goede voedselbron in de winterperiode als andere gewassen minder beschikbaar zijn.
Op kapvlakten of anderszins verstoorde terreinen kan de braam snel grote oppervlakten bedekken en hiermee andere soorten verdringen. Dit proces wordt ook wel "verbraming" genoemd. Dit kan worden gezien als het voorstadium in de successie naar bosontwikkeling.

### Waardplant voor nachtvlinders
Rubus-soorten zijn waardplant voor de volgende nachtvlinders:
Acleris enitescens, Acleris rubivorella, Apocheima strigataria, Automeris io, bastaardsatijnvlinder (Euproctis chrysorrhoea), bonte beer (Callimorpha dominula), boogsnuituil (Herminia grisealis), boomblauwtje (Celastrina argiolus mauretanica), braamparelmoervlinder (Brenthis daphne), bramenstengelboorder (Phylloecus nigra), Callophrys chalybeitincta, Celastrina argiolus ladon, Croesia holmiana, Diachrysia balluca, Diarsia florida, dubbelstipparelmoervlinder (Brenthis hecate), Epatolmis caesarea, geblokte zomervlinder (Thalera fimbrialis), geelpurperen spanner (Idaea muricata), gevlekte winteruil (Conistra rubiginea), Gnophos obfuscatus, Grammodes bifasciana, heide-oogspanner (Charissa obscurata), herfstkortvleugelmot (Diurnea lipsiella), kalkgraslanddikkopje (Spialia sertorius), keizersmantel (Argynnis paphia), kleine breedbandhuismoeder (Noctua janthina), kleine parelmoervlinder (Issoria lathonia), Levantspikkeldikkopje (Pyrgus melotis), licht visstaartje (Nola aerugula), lijnsnuituil (Herminia tarsipennalis), Noctuana haematospila, Nordstromia argenticeps, Ocneria rubea, okergele driehoekbladroller (Acleris comariana), oranje o-vlinder (Pyrrhia umbra), Orgyia vetusta, Paradiarsia punicea, purperstreepparelmoervlinder (Brenthis ino), schaduwsnuituil (Herminia tarsicrinalis), spaanse vlag (Euplagia quadripunctaria), Synchlora frondaria, variabele driehoekbladroller (Acleris laterana), vuursteenvlinder (Habrosyne pyritoides), witlijnprachtuil (Grammodes stolida).

### Bladmineerders
Rubus-soorten zijn waardplant voor vijftien soorten bladmineerders, namelijk:
aardbeiwitvlekmot (Incurvaria praelatella), Agromyza potentillae, Agromyza sulfuriceps, bosbramenmineermot (Stigmella splendidissimella), braamkokermot (Coleophora potentillae), bramenblaasmijnmot (Ectoedemia rubivora), bramenmineerwesp (Metallus pumilus), Ectoedemia erythrogonella, Emmetia heinemanni, Emmetia marginea, goudbandmineermot (Stigmella aurella), Metallus albipes, rozenkokermot (Coleophora gryphipennella), tormentilmineermot (Stigmella poterii), witsprietkokermot (Coleophora violacea)

## Classificatie
Het geslacht kent een grote vormenrijkdom als gevolg van kruisingen, ongeslachtelijke voortplanting via zaad en toename van het aantal chromosomen.
De in Nederland voorkomende bramen worden onderverdeeld in zes ondergeslachten, vier secties en drie subsecties.
- I. Steenbraam. Subgenus Cylactis (Rafin.) Focke
  - aantal soorten: 1, waaronder Steenbraam (Rubus saxatilis L.)
- II. Subgenus Anoplobatus (Focke) Focke
  - aantal soorten: 4, waaronder roodbloeiende framboos (Rubus odoratus L.)
- III. Prachtbraam. Subgenus Batothamnus (Focke) Krause
  - aantal soorten: 1, waaronder prachtframboos (Rubus spectabilis Pursh)
- IV. Framboos. Subgenus Idaeobatus (Focke) Focke
  - aantal soorten: 5, waaronder Framboos (Rubus idaeus L. ), Japanse wijnbes (Rubus phoenicolasius)
- V. Braam. Subgenus Rubus
  - A. Zwarte braam. Sectie Rubus
    - Staande Braam. Subsectie Rubus
      - aantal soorten: 30, waaronder Rubus plicatus Weihe & Nees

    - Boogbraam. Subsectie Sylvatici (P.J.Müll.) Boulay
      - aantal soorten: 158, waaronder Dijkviltbraam (Rubus armeniacus Focke) en Peterseliebraam (Rubus laciniatus)

  - B. Wasbraam. Sectie Corylifolii Lindl.
    - Wasbraam. Subsectie Corylifolii Lindl.
      - Aantal soorten: 42, waaronder Hazelaarbraam (Rubus corylifolius)

  - C. Purperbraam. Sectie Subidaei (Focke ) Asch. & Graebn.
    - Aantal soorten: 7, waaronder Ronde purperbraam ( R. pruinosus)

  - D. Dauwbraam. Sectie Caesii Lej.
    - Aantal soorten: 2, waaronder Dauwbraam (Rubus caesius)
- VI. Basterdframboos. Nothosubgenus ×Idaeorubus Holub
  - aantal soorten: 2, waaronder Bastaard framboos (Rubus idaeoides Ruthe)

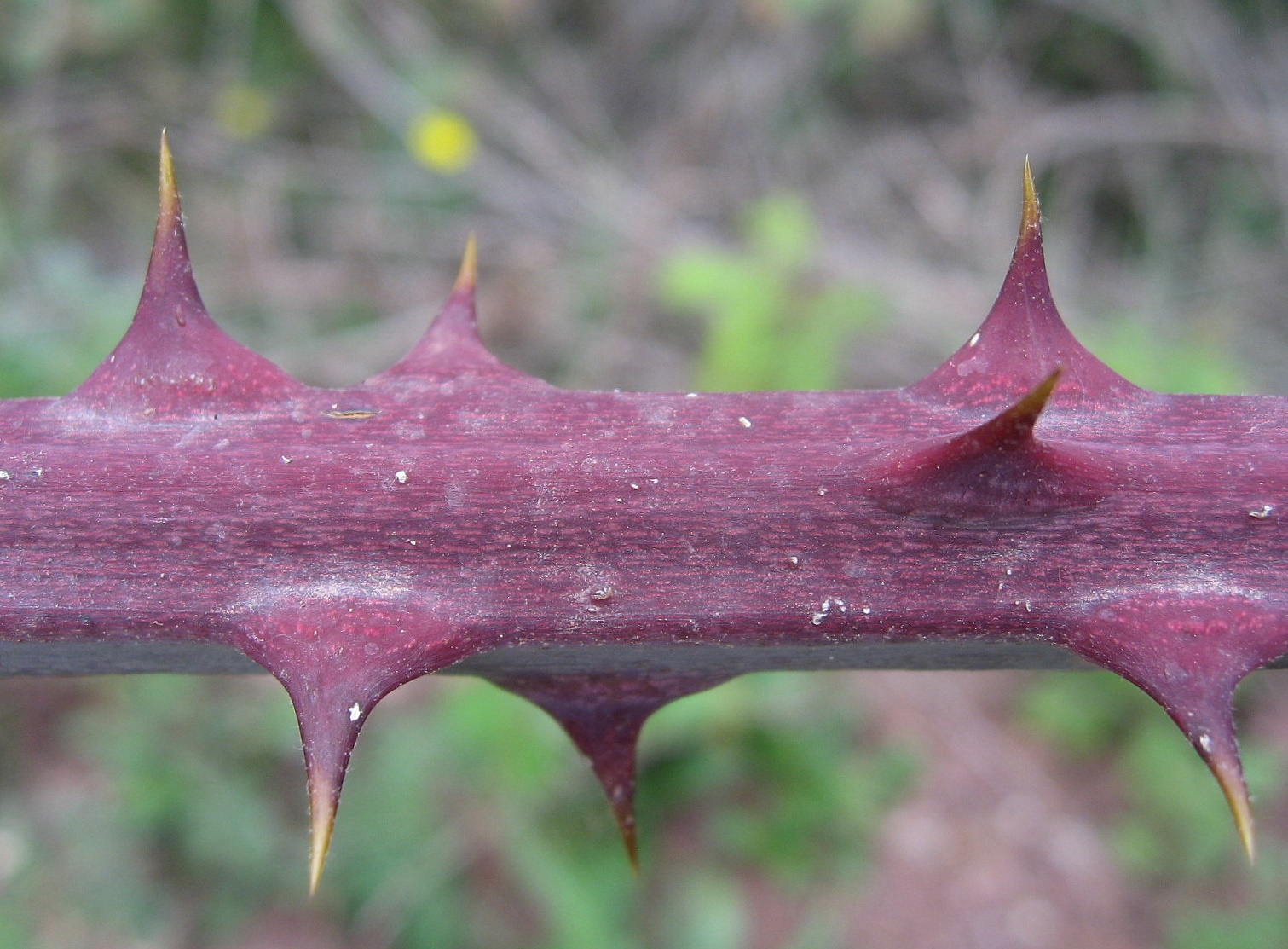
R. ulmifolius, doornen
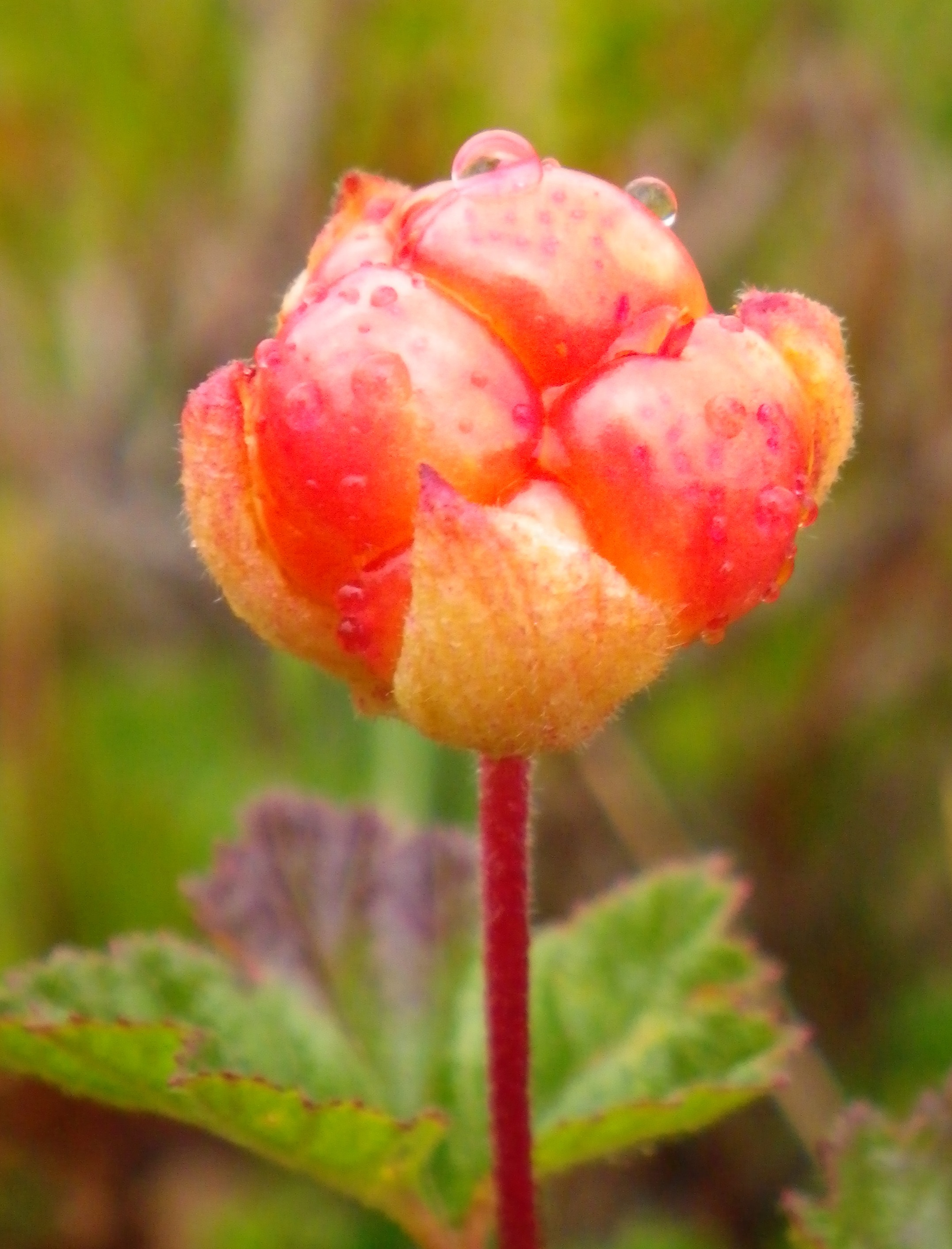
Kruipbraam, vrucht
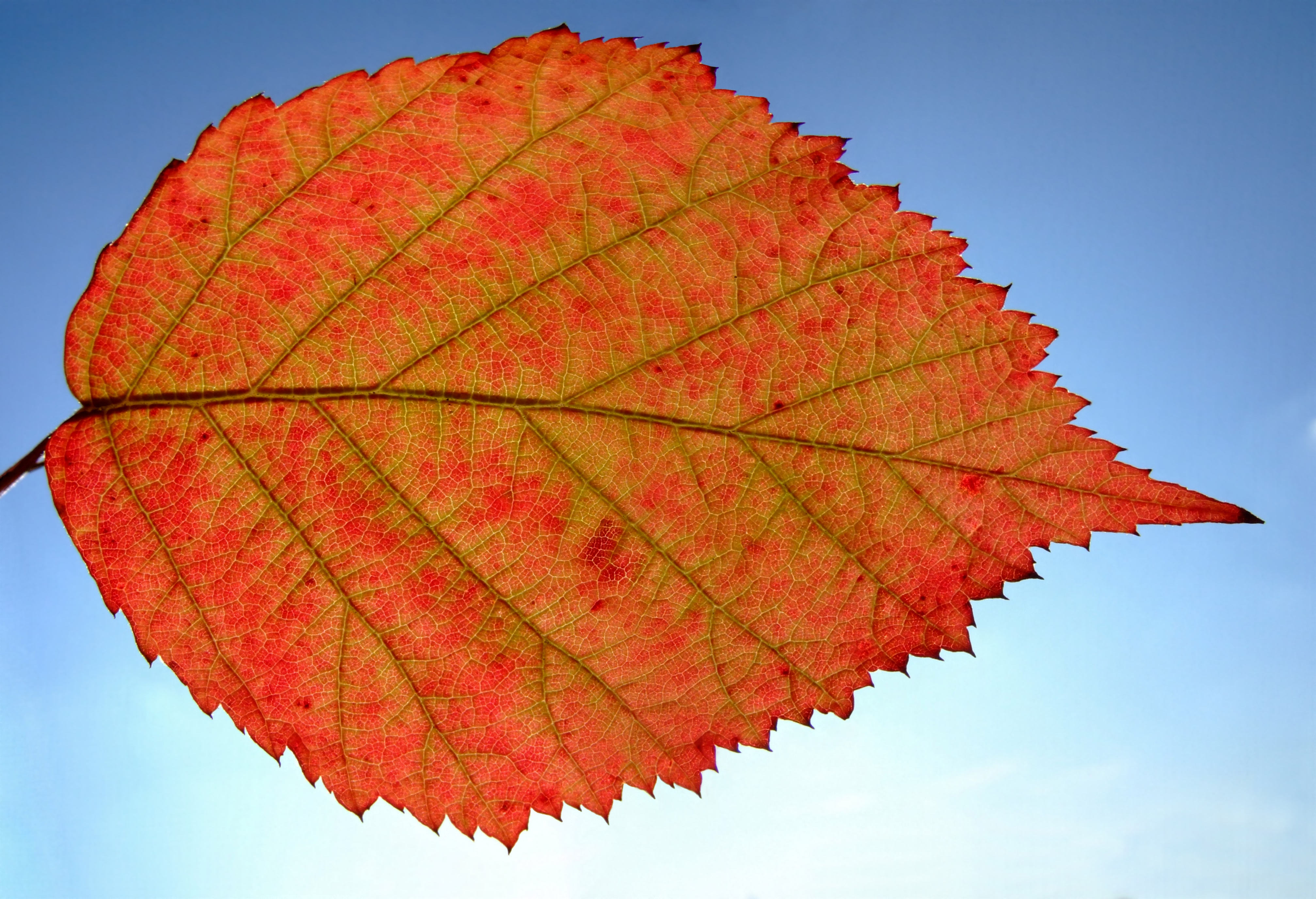
Dauwbraam, blad
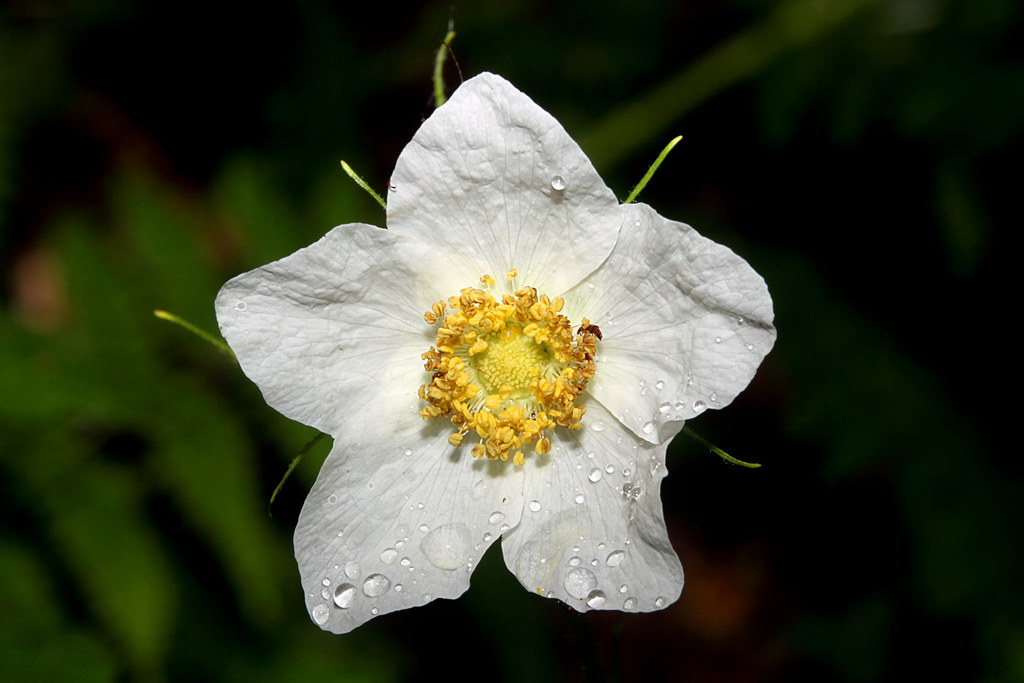
R. parviflorus, bloem
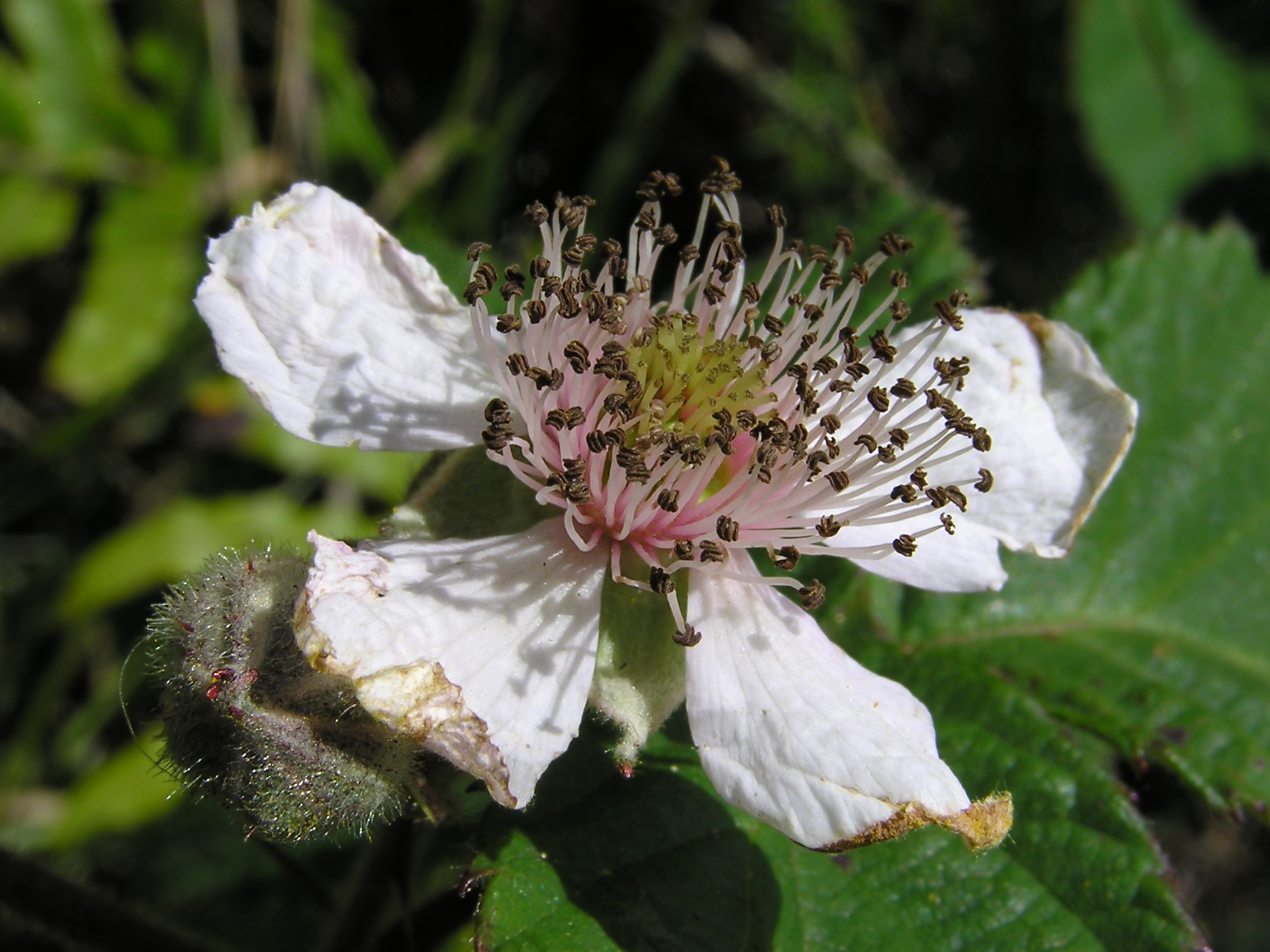
zwarte braam, bloem
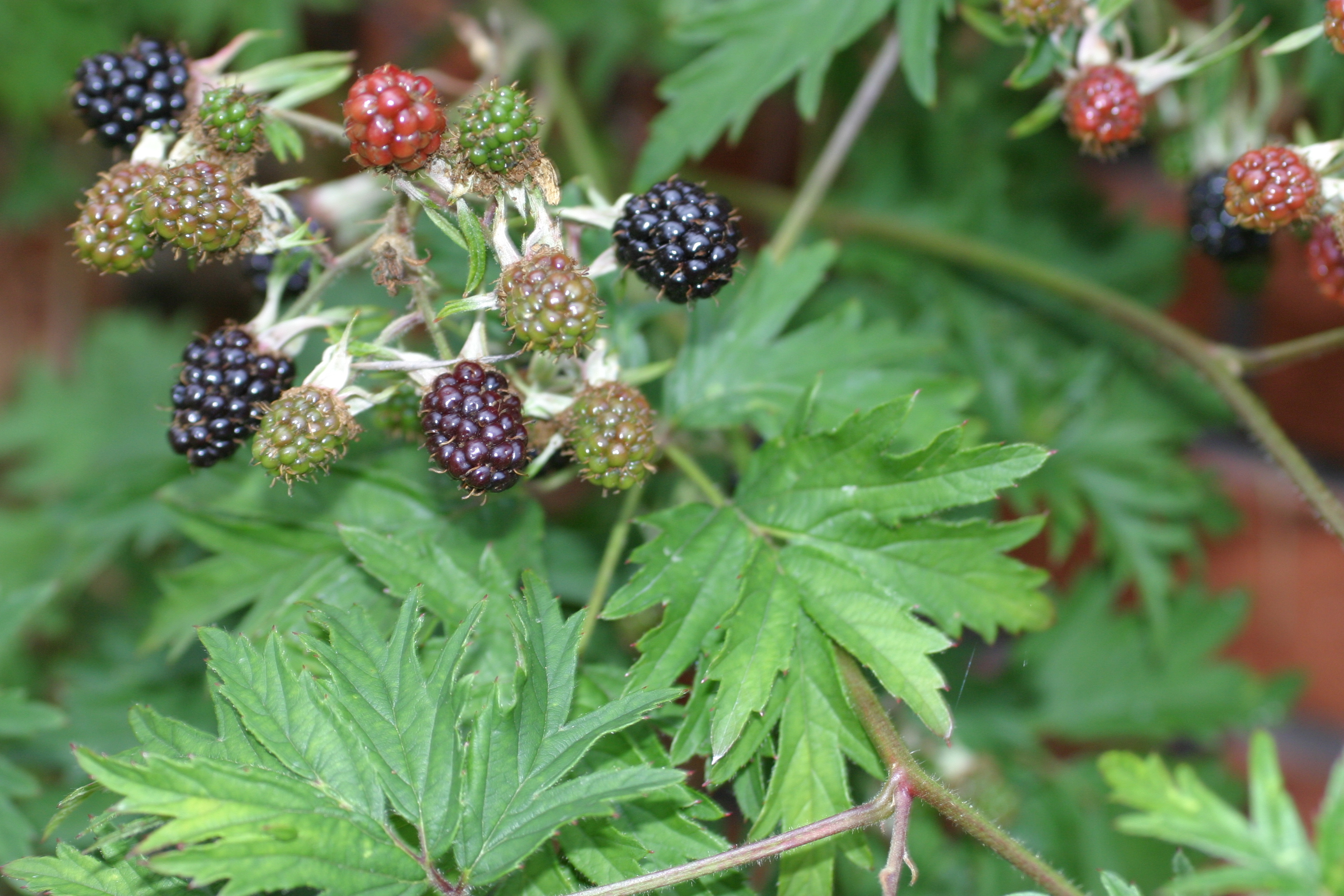
Peterseliebraam, vruchten
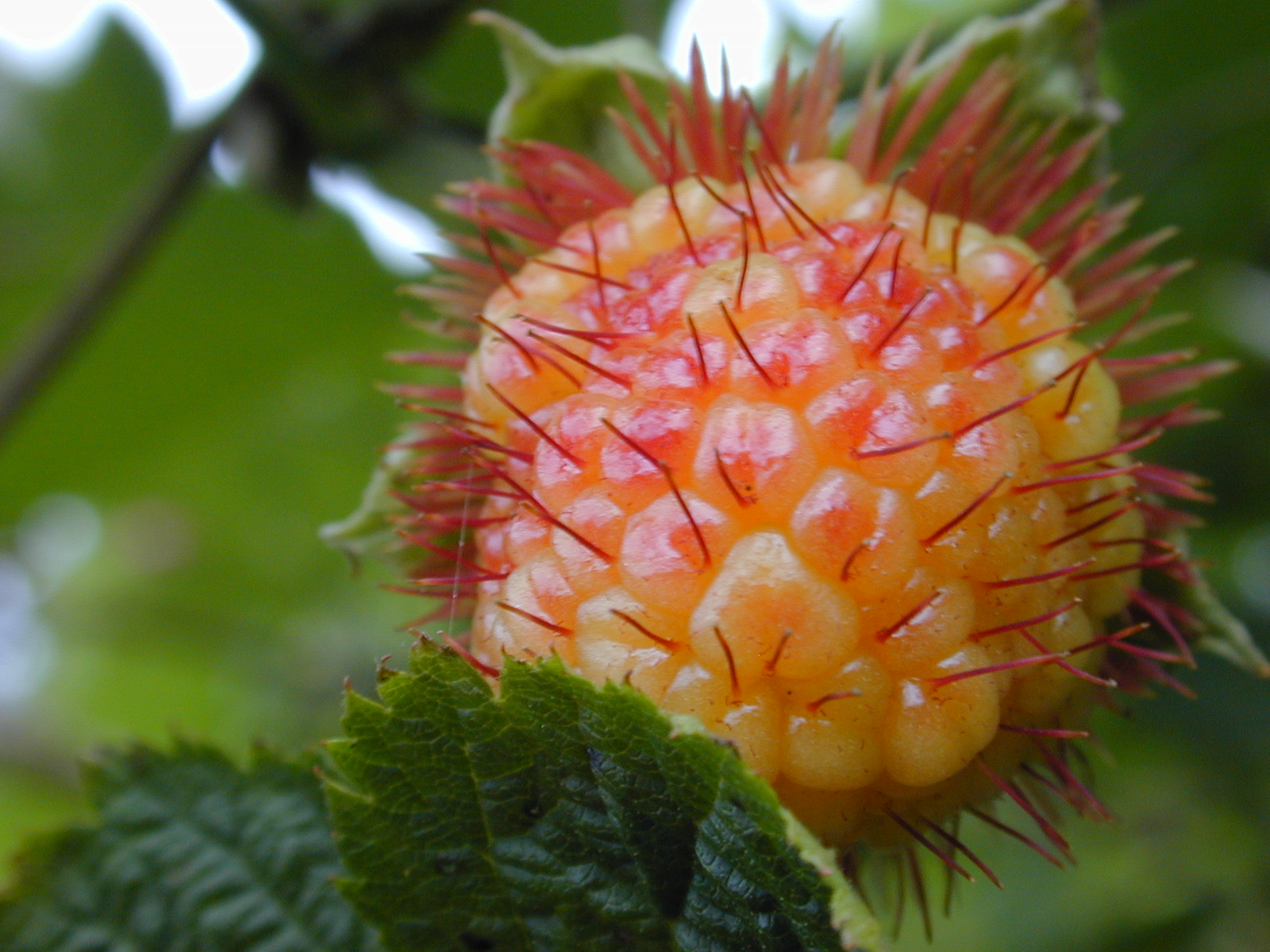
R. hawaiensis, vrucht
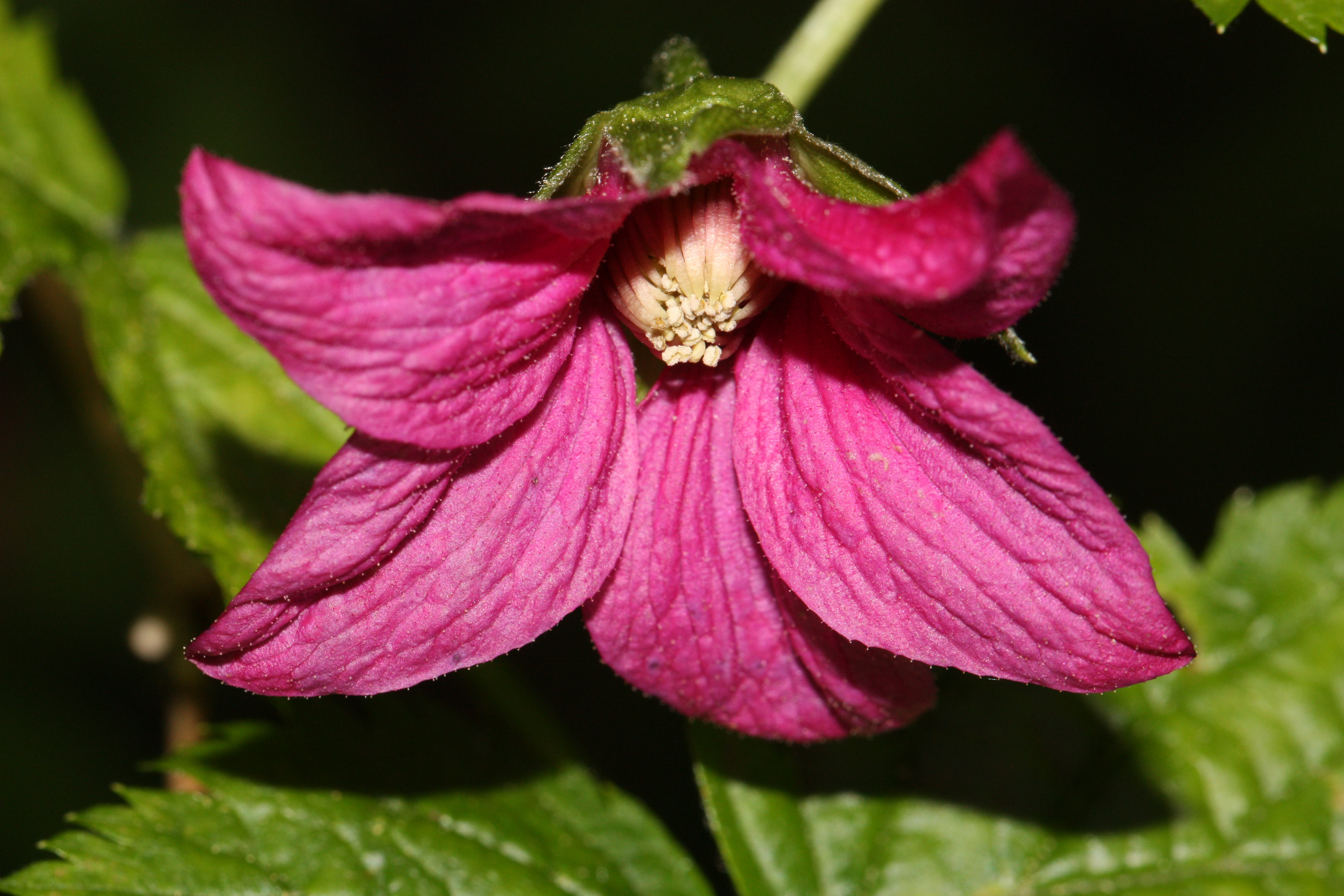
R. spectabilis var. spectabilis, bloem
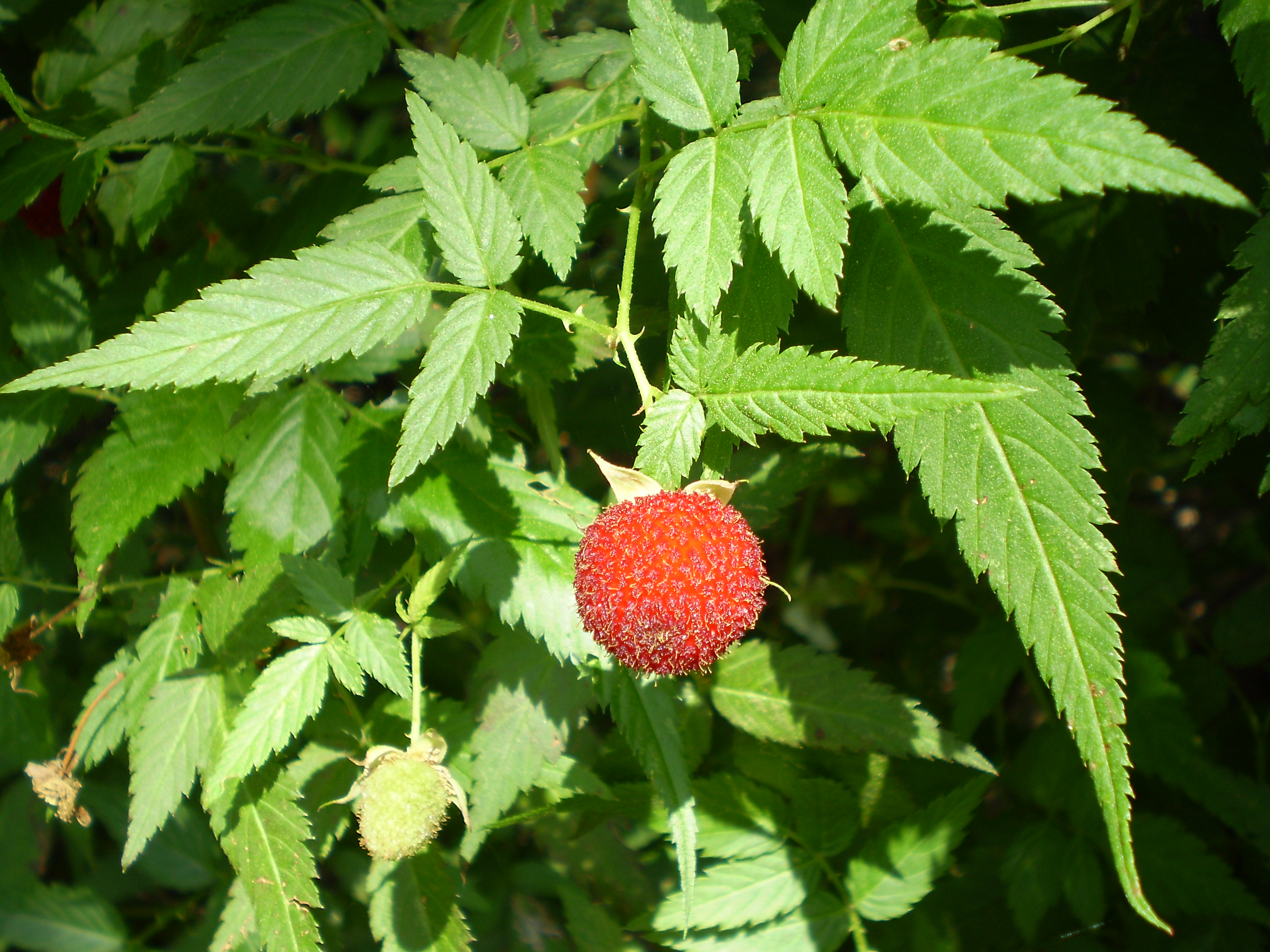
R. rosifolius, bladeren en vruchten
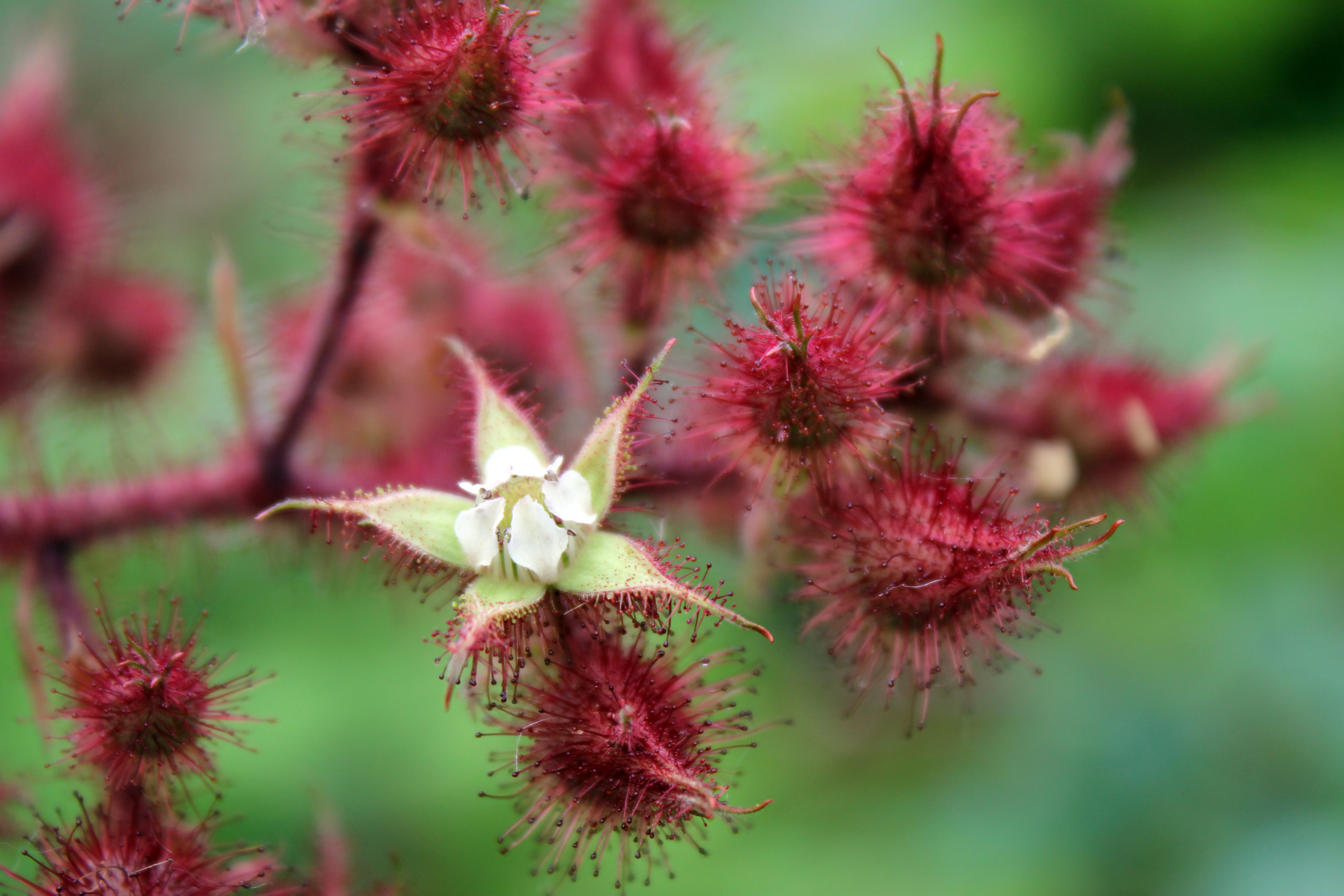
Japanse wijnbes, bloemknoppen
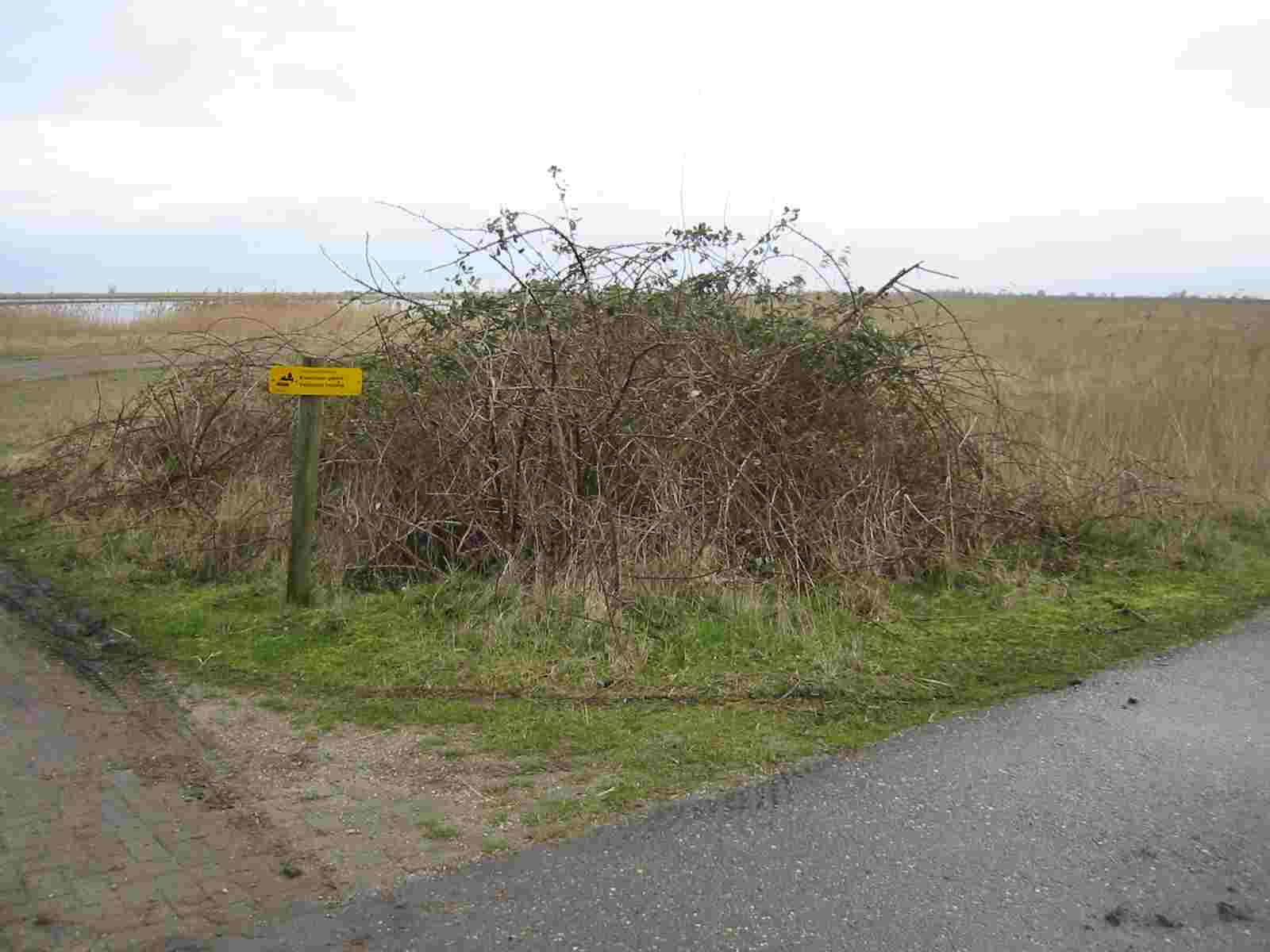
Begin van een bramenstruweel (verbraming)

## Trivia
Bijgeloof in het Verenigd Koninkrijk zegt dat na 15 september bramen niet gegeten dienen te worden. De duivel zou ze dan geclaimd hebben en een merkteken op de bladeren achtergelaten hebben. Mogelijk vindt de legende haar oorsprong in de grotere kans op infectie in de tweede helft van september van de Botrytis cinerea. Aangetaste vruchten hebben geen prettige smaak en kunnen giftige stoffen bevatten. Ook is het niet raadzaam bramen te plukken langs een drukke verkeersweg. De reden hiervan is de opeenhoping van giftige stoffen zoals in het verleden van lood.